# Самоцвіти

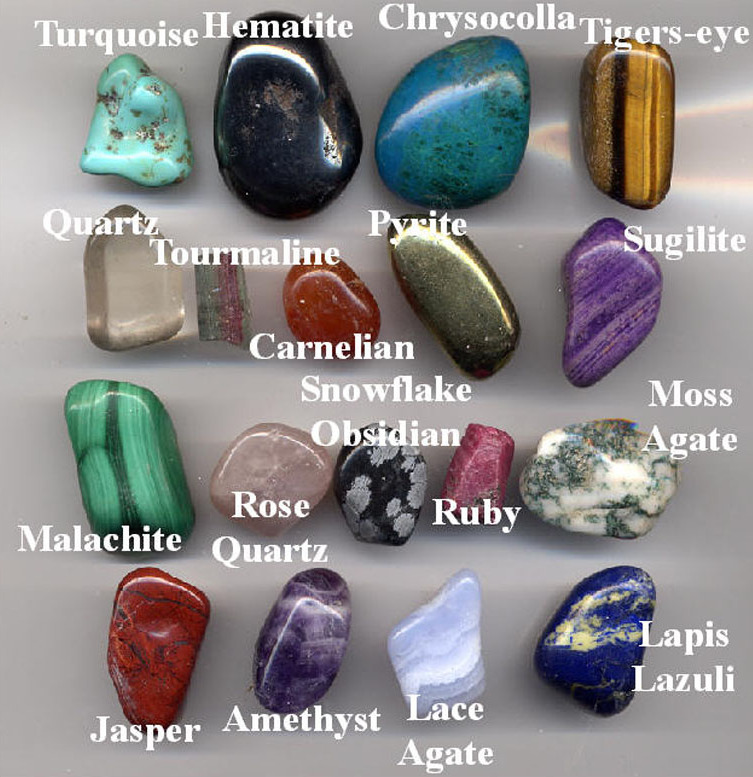

Самоцві́ти (англ. semi-precious stones, gems,  gem-stones; нім. rohe Halbedelsteine, Halbedelsteine, Schmucksteine) — кольорові та безбарвні коштовні ювелірні, ювелірно-виробні і виробні камені, що відповідають за якістю вимогам ювелірно-каменерізної промисловості і використовуються для виробництва прикрас і художніх виробів прикладного призначення.

## Опис
Іноді до самоцвітів відносять і колекційні декоративні мінерали. Техн. умовами і стандартами регламентовані розміри і дефекти, що допускаються при визначенні сортності С. Мінім. розміри залежать від цінності каменю: ювелірні камені І порядку — 1-2 мм, II–IV порядків — 3-6 мм, ювелірно-виробні — 1-5 см, виробні — 5-10 см і більше. Показниками високої якості служать прозорість, яскраве чисте забарвлення, красивий малюнок, відсутність тріщин і чужорідних включень, що знижують декоративність каменю. У ювелірних каменів за допомогою опромінення або терміч. впливу (відпалу) штучно посилюється або змінюється забарвлення. Відомі способи перетворення жовто-зеленого берилу в блакитний аквамарин, моріону і аметисту в помаранчевий цитрин, бурого циркону в прозорий блакитний і т. д. Бляклі непрозорі і напівпрозорі ювелірно-виробні камені — бірюза, жадеїт і особливо часто агат — забарвлюються штучно з введенням пігменту в мікропори мінерального аґреґату. С. — предмет широкої міжнародної торгівлі, складає істотну частину експорту Австралії, М'янми (Бірми), Таїланду, Шрі-Ланки, Конго, Бразилії, Колумбії та інш.

## З історії самоцвітів
У стародавніх культурах застосування самоцвітів було різним, але вже на зорі людської історії самоцвіт мав в основному три призначення: талісман – символ містичного ставлення до рідкісного каменя, печатка – вираження поняття про власність і як прикраса – уособлення закладеної в природі людини любові до краси і гармонії. Виділилися і нові напрями використання каменя в матеріальній культурі: декоративне мистецтво, скульптура, гліптика.
Історія зберегла багато прекрасних зразків робіт стародавніх майстрів. У Каїрському музеї зберігається статуетка Нофрет з намистом з кольорових каменів, виявлена під час археологічних розкопок поховань в Стародавньому Єгипті (2700-2500 років до н.е.). У гробниці царя шумерів Мескаламдуга, що жив в 2500 р. до н.е., знайдені намисто і підвіска з лазуриту, а в усипальниці цариці Стародавнього Шумеру Шубад – гребені, прикрашені кам’яними квітами з лазуриту. У стародавніх похованнях Південного Межиріччя (середина III тисячоліття до н.е.) виявили бронзові статуї жіночої голови і голови бика з очима з кольорових каменів. У гробниці єгипетського фараона Тутанхамона було безліч святкових речей, оброблених бірюзою і лазуритом. Священний жук-скарабей на нагрудній підвісці фараона вирізаний з виробного зеленого каменя.
Бурштин, вже в III тисячолітті до н.е. застосовувався майже у всіх країнах для виготовлення прикрас. Пліній Старший писав, що в Скіфії зустрічаються "золотисті камені, що горять". Ймовірно, вони добувалися по берегах рік і на узбережжі Балтійського моря. Старовинними торговими шляхами бурштин потрапляв у Західну Європу, Індію і навіть Китай. У VIII-X ст. в ряді країн бурштинові пластини і вироби служили еквівалентом золотих і срібних монет. Завоювали популярність вони і в Стародавній Греції.
Справді тріумфом в обробці каменів можна назвати старовинне мистецтво гліптики – мініатюрного різьблення на кольорових і прозорих каменях, що зародилося в Стародавньому Шумері і поширилося у Єгипті. У Стародавній Елладі гліптика стала справді високим мистецтвом, об'єднавши природну красу каменя і віртуозне різьблення майстра. Матеріалом для виготовлення ґем спочатку служили халцедон, яшма, гірський кришталь, празем. Нових висот цей вид античного мистецтва досяг в IV ст. до н.е., коли почали використовувати багатошарові кольорові камені – сардонікси, агати, а також більш тверді, такі як смарагд і аквамарин. Майстри того періоду еллінізму стали виготовляти камеї – ґеми з рельєфним зображенням. Античні майстри залишили на камені вишукані сцени з міфології, зображаючи богів і міфічних героїв, портрети правителів, переможців Олімпійської гри і інш. Вибір каменя підкорявся сюжету. Так, траурні ґеми виготовляли з чорних каменів, на яких часто з'являлася Персефона, викрадена владикою царства мертвих Аїдом; весільні ґеми робили з сердоліку, часто з контурами Амура і Психеї – символу вірної любові. Морські сюжети, фігурки Нептуна і Тритона вирізали на аквамарині; бога веселощів і виноробства Діоніса (Бахуса) – на аметисті, який ніби оберігав від сп'яніння. Всесвітньо відома вирізана на тришаровому оніксі "Камея Гонзага" (III ст. до н.е.) із зображенням парного портрета єгипетського царя Птолемея і його дружини Арсиної.
З Стародавньої Греції мистецтво різьблення по каменю розповсюдилося на Стародавній Рим, де отримало новий розвиток – етрусько-італійський, з характерним помпезним стилем.
Обробка кольорових дорогоцінних каменів в стародавні часи була нескладною і, як правило, обмежувалася обколюванням з шліфуванням. У ранньому середньовіччі ця операція ускладнилася – спочатку камінь шліфували на плиті з дрібнозернистого пісковику, а потім полірували на свинцевій основі з цегельним борошном або товченим гірським кришталем. Так отримувати не тільки гладенькі, але і випуклі камені (схожі на сучасні кабошони). Ними прикрашали чаші і кубки, зброю, збрую, церковне начиння і одяг. Частіше за все у виробах XII-XIII ст. переважали аметист, гірський кришталь, сердолік, смарагд, сапфір, бірюза.
Центром художньої обробки каменя в середньовіччі була Візантія. На відміну від Західної Європи вона зберегла античні традиції і привнесла в них віяння східного мистецтва. У ювелірному мистецтві Візантії переважає східна пишнота, присутня інкрустація коштовними каменями, зберігається гліптика. Помітно вплинула на розвиток ювелірного мистецтва епоха Відродження. 
Пізніше, у XVII-XVIII ст. в Західній Європі кольорові коштовні камені стали використати при виготовленні скриньок, статуеток, письмових приладів, годинників і т. п. Настільні прикраси французьких ювелірів XVII-XVIII ст., обсипані рубінами, сапфірами, діамантами, смарагдами, бірюзою, ґранатами, гірським кришталем і халцедонами.
Величезні цінності зібрані в скарбницях владик Сходу. У Китаї був побудований літній палац одного з богдиханів, де зберігалися накопичені за багато які сторіч коштовності. Серед них – макет палацу із золота довжиною близько 5 м і шириною 3,6 м з деревами, листям і кольорами з смарагдів, алмазів і рубінів. Незчисленними багатствами володіли правителі Індії – Великі Моголи. Серед їх скарбів – п'ять тронів, виконаних із золота і прикрашених алмазами масою до 300 кар кожний, перлинами до 50 кар і багатьма дорогоцінними каменями. Кожний трон під своєю назвою – алмазний, смарагдовий, рубіновий, сапфіровий, павиний.
На території Східної Європи геологічні умови різко відрізнялися від умов Західної Європи, Середньої Азії та Середнього Сходу. Кольорового каменя було мало, що характеризувало більш низький рівень культури його застосування. Уперше дані про камені Київської Русі наведені в "Ізборнику Святослава" (1073 р.), де зустрічаються описи деяких властивостей каменя – кольору, твердості, ціни. У X-XVI ст. використовували бурштин, світлий аметист, річкові перли (з Кандалакшської затоки), обсидіан, гагат, мармуровий онікс і бірюзу (із Закавказзя), лазурит (з Середньої Азії). Розкішшю і багатством виділялися зброя і одяг князів і бояр, увійшли в побут персні з каменями, різні шийні і наплічні прикраси. Унікальний твір ювелірного мистецтва Київської Русі - "Шапка Мономаха", яка потрапила на Русь у XII-ХШ ст. і вважається арабсько-єгипетським виробом. Вона прикрашена перлами, рубінами, смарагдами і сапфірами, а вінчається хрестом з великими перлинами і смарагдами. 
Протягом всієї історії торгівля самоцвітами велася дуже активно. Ще на початку XIX ст. з безлічі ювелірних майстерень почали виділятися фірми, відмінні особливою якістю виконання ювелірних робіт. Продукція цих майстерень мала свої, властиві тільки їм риси, і почала претендувати на звання творів мистецтва. Такі майстерні ставали елітними ювелірними будинками, чиї ювелірні вироби користувалися попитом у королів, значних людей. Пізніше (у XX ст.) основними законодавцями ювелірного мистецтва в світі стають великі ювелірні будинки. У наш час відомо багато ювелірних будинків, чия продукція користується попитом і виставляється на численних аукціонах. Кожний ювелірний будинок має свій особливий стиль виконання ювелірних робіт, що захищає твори від підробок і дозволяє відрізнити вироби одного будинку від всіх інших. Вироби ювелірних будинків вважаються хорошим об'єктом капіталовкладення і є справді справжніми творами мистецтва. На весь світ відомі імена фірм "Картьє",  "Геррард",  "Еспрі",  "Булгарі",  "Тіффані", "Фаберже" і інш. Ці фірми виготовляють вироби, що об'єднують в собі розкіш і красу каменя. На сьогоднішній день ключова роль в світовій торгівлі коштовними каменями і виробами з них відводиться аукціонам у Нью-Йорку, Лондоні, Женеві, Сент-Морітці. Найбільшими є аукціони  "Сотбі" і  "Крісті". Через них проходить основна маса відомих каменів і коштовності. У всьому світі зростає попит на коштовності, що сприяє розвитку їх виробництва і розширенню торгівлі. Видобуток, обробка і реалізація дорогоцінних каменів перетворилися у світову індустрію.